# پرسیوس (سراینده)

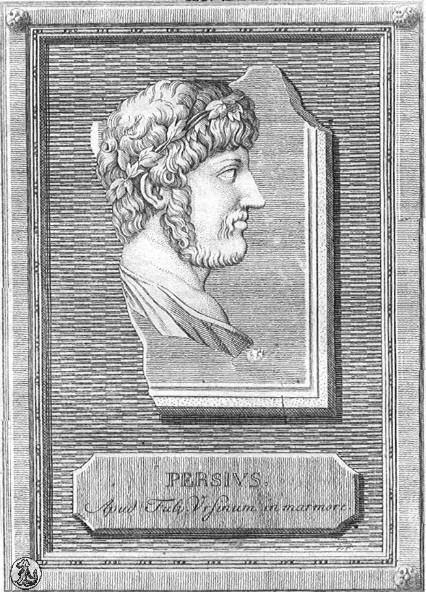
پرسیوس

پرسیوس (به انگلیسی: Persius) با نام کامل آئولوس پرسیوس فلاکوس زادهٔ ۴ دسامبر ۳۴ در ولترا، درگذشتهٔ ۲۴ نوامبر ۶۲ یک چامه‌سرا و طنزنویس رومی با تبار اتروسک بود. او در کارهایش، سروده‌ها و طنزها، از خرد رواقی‌گری پیروی می‌کرد و خرده‌های بسیاری را بر همروزگارانش وارد می‌کرد. کارهای او که در دوره سده‌های میانه بسیار مورد پسند بود، پس از مرگش در دسترس همگان قرار گرفت.

## کارها
یک زندگی‌نامه کهن و کتاب طنزنامه از شناخته‌شده‌ترین کارهای پرسیوس به شمار می‌رود.

### طنزنامه
این کتاب در ۶ شماره، در وزن ۶ پایه‌ای و در مجموع ۶۵۰ بیت سروده شده‌است.

## مرگ
پرسیوس در ۲۴ نوامبر ۶۲ میلادی در حالی که تنها ۲۸ داشت، در اوج جوانی به دلیل دچار شدن به بیماری حاد معده در ویلای پهناوری در جاده آپیا نزدیک رم درگذشت. در وصیت‌نامه خود تمام اموالش را که دربرگیرنده کتابخانه با ارزشی با ۷۰۰ کتاب، ۱۰ پوند نقره پرداخت شده و مبلغ قابل توجهی پول بود را برای استادش کورنوتوس به ارث گذاشت. کورنوتوس کتاب‌ها برای خود نگه داشت و بقیه میراث (پول و نقره‌ها) را به مادر و خواهر پرسیوس داد.